# Jerry Alfred
Jerry Alfred (* 1955) ist ein kanadischer Gitarrist, Sänger und Liedermacher vom Stamm der Selkirk-Tutchone-Indianer. Er lebt in dem kleinen Ort Pelly Crossing im Yukon-Territorium.

## Leben
Jerry Alfred ist der Sohn eines Schamanen des Krähen-Clans, der ihn bei seiner Geburt zum „Hüter der Lieder“ bestimmte und ihn in der traditionellen Lebensweise seines Volkes erzog. Wie die meisten Indianer seiner Generation wurde er jedoch bereits als Fünfjähriger von seiner Familie getrennt und musste ein Internat für Ureinwohner besuchen, in dem er zu einem „zivilisierten Kanadier“ umerzogen werden sollte. In dieser Zeit verhalf ihm seine kräftige Singstimme zu ersten Erfolgen im Schulchor, mit dem er in verschiedenen Orten des Yukon-Gebietes auftrat. Im Alter von sieben Jahren bekam er von den Eltern seine erste Gitarre geschenkt und begeisterte sich für die Musik von Bob Dylan, dessen Einfluss auf seine Musik man immer noch erkennen kann. Als Teenager begann er, moderne Musikstile mit der traditionellen Musik seines Volkes zu verbinden.
Von den späten 1970er- bis in die 1990er-Jahre engagierte sich Alfred politisch. Er spielte eine wichtige Rolle bei den Landrechtsverhandlungen zwischen der Selkirk First Nation und den Regierungsvertretern Kanadas und des Yukon-Territoriums.
Danach widmete er sich ganz der Musik, insbesondere, weil sein kranker Vater ihn kurz vor seinem Tode bat, seine Aufgabe als Hüter und Sammler der traditionellen Musik ernst zu nehmen. Dies beinhaltete übrigens auch die Aufgabe, seinen Clan bei den Potlach-Festen oder anderen Versammlungen der Tutchone-Stämme zu vertreten.
Seitdem singt Jerry Alfred zumeist auf Tutchone (einem Dialekt der nord-athapaskischen Sprachfamilie) traditionelle und moderne Stücke mit indianischen Elementen in seiner ganz eigenen Interpretation. Er mischt die Melodien seines Volkes vor allem mit Pop, Psychedelischer Musik, Folk-Rock und Weltmusik. Seine Band „Medicine Beat“ gründete er zusammen mit Bob Hamilton, einem aus British Columbia stammenden Gitarristen und Produzenten, den er beim Yukon International Storytelling Festival 1991 kennengelernt hatte. Zur Band gehören auch Andrea McColeman (Keyboards, Akkordeon), Marc Paradis (Percussions) und Marie Gogo (Background Vocals). Wie bei den meisten modernen Produktionen indianischer Musik bestimmt der Grundbeat den Sound der Band, der meistens von einer Rahmentrommel dominiert wird. Daneben kommen in unterschiedlicher Ausprägung moderne Instrumente sowie Halleffekte und Naturgeräusche zum Einsatz.
Alfreds Debütalbum, Etsi Shon („Großvaters Lieder“) wurde ursprünglich 1994 veröffentlicht und 1996 ein zweites Mal aufgelegt. Auf diesem Album verbinden sich einerseits Tutchone-Rhythmen und -Gesänge mit dem Wehklagen elektrischer Gitarren und perlenden Pianoklängen, andererseits aber auch Tutchone-Sound pur – lediglich mit Trommel und Stimme inszeniert. Das Album hatte zudem eine wichtige Funktion zur Erhaltung und Pflege der Tutchone-Sprache. Ein Song des Albums – Generation Handdown – übernahm die UNO anlässlich ihres 50-jährigen Jubiläums. 1995 gewann Alfred den Juno Award für die beste Interpretation indigener Musik. Im gleichen Jahr kam sein zweites Album, Nendaa: Go Back, auf den Markt, gefolgt von Kehlonn im Jahr 1999.
Trotz der seltenen Sprache ist Jerry Alfred mittlerweile über die Grenzen Kanadas hinaus bekannt. In Deutschland wurde er durch den Musikproduzenten Oliver Shanti gefördert.
Heute hofft Alfred, seine Berufung als Hüter der Musik an seine beiden Töchter Cenjeya und Saanuwa weitergeben zu können.